# 劉永濟 (1887年)
劉永濟（1887年12月25日—1966年10月20日），字弘度，号诵帚，湖南新宁人，中国作家、古典文学家，劉長佑的孙子。曾在多所大学任教。1940年起任武汉大学教授。文革时受迫害致死，1979年5月平反昭雪。
刘永济青少年时代随祖父攻读古典文学，后又跟随况周颐、朱祖谋学习词学。曾在长沙明德中学任教十年。1928年后，历任东北大学中国文学系教授。武汉大学文学院院长、抗战时期。讲学于浙江大学和湖南大学。中华人民共和国成立后,任武汉大学一级教授，湖北省文联副主席。《文学研究》编委等。主要著作有《唐乐府史纲要》《文学论》《屈赋通笺》《音注详解屈赋定本》《屈赋释词》《词论》《唐五代两宋词简析》《微睇室说词》《宋词声律探源》《云巢诗存》《诵帚庵词》等二十余种。

## 著作

### 刘永济集
- 词论：宋词声律探源大纲
- 屈赋通笺 附笺屈馀义
- 屈赋音注详解 屈赋释词
- 宋代歌舞剧曲录要 元人散曲选
- 唐人绝句精华
- 唐五代两宋词简析 微睇室说词
- 文心雕龍校釋 附徵引文录
- 文学论 默识录
- 十四朝文学要略
- 诵帚词集 云巢诗存 附年谱、传略